# Дугна
Дугна (рос. Дугна) — селище в Ферзиковському районі Калузької області Російської Федерації.
Населення становить 663 особи. Входить до складу муніципального утворення Селище Дугна.

## Історія
Від 2004 року входить до складу муніципального утворення Селище Дугна

## Населення
| 1880  | 1897  | 1913  | 1920  | 1926  | 1939  | 1959  |
| ----- | ----- | ----- | ----- | ----- | ----- | ----- |
| 1038  | ↗1400 | ↘1373 | ↘1030 | ↗1401 | ↗1705 | ↘1626 |
| 1970  | 1979  | 1989  | 2002  | 2009  | 2010  | 2012  |
| ↘1322 | ↘1133 | ↘946  | ↘792  | ↘729  | ↘667  | ↘663  |

## Постаті
- Чернов Микола Васильович (1919 — ?) — засновник і перший начальник Кременчуцького льотного училища Цивільного повітряного флоту, заслужений пілот СРСР.